# Centreville (Nouveau-Brunswick)
Pour les articles homonymes, voir Centreville.
Centreville est un village canadien du Comté de Carleton, situé dans l'Ouest du Nouveau-Brunswick. Malgré sa petite taille, le village compte plusieurs fabricants de véhicules motorisés. Depuis le 1er janvier 2023, il fait partie de Carleton North.

## Toponyme
Le nom Centreville provient du fait que le village est situé au centre de nombreuses communautés rurales. Le village s'appelait en premier Wheeler's Corner puis Perkins Corner, ce dernier en l'honneur de Richard Perkins, un colon arrivé en 1855.

## Géographie

### Situation
Centreville est situé à 97 kilomètres à vol d'oiseau au nord-ouest de Fredericton, à 5 kilomètres à l'est de l'État américain du Maine et à 7 kilomètres à l'ouest du fleuve Saint-Jean. Le village a une superficie de 2,69 km2.
Le village est établi à l'intersection de la route 110 et 560, au bord du ruisseau Presqu'île. Le relief est accidenté et une colline de 220 mètres de haut s'élève au sud-ouest du village.

### Logement
Le village comptait 251 logements privés en 2006, dont 235 occupés par des résidents habituels. Parmi ces logements, 70,2 % sont individuels, 0,0 % sont jumelés, 12,8 % sont en rangée, 0,0 % sont des appartements ou duplex et 10,6 % sont des immeubles de moins de cinq étages. Enfin, 4,3 % des logements entrent dans la catégorie autres, tels que les maisons-mobiles. 61,7 % des logements sont possédés alors que 38,3 % sont loués. 78,7 % ont été construits avant 1986 et 19,1 % ont besoin de réparations majeures. Les logements comptent en moyenne 6,0 pièces et 0,0 % des logements comptent plus d'une personne habitant par pièce. Les logements possédés ont une valeur moyenne de 111 645 $, comparativement à 119 549 $ pour la province.

## Histoire

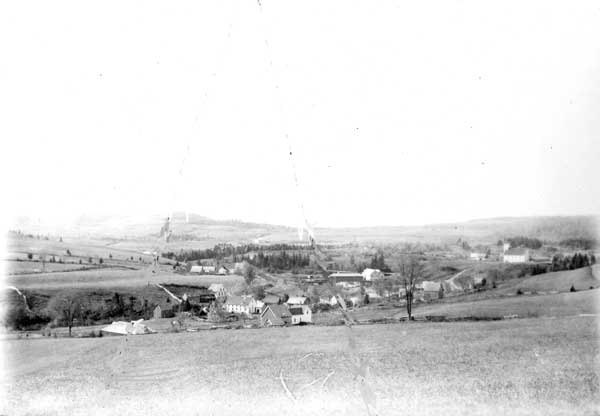
Vue à partir de la ferme de William Owen le 11 octobre 1899

Le fondateur de Centreville fut Thomas Johnston, qui émigra d'Irlande en 1821. Il épousa Esther McGee en juin 1824 et ils eurent quatre enfants. Thomas Johnston acheta 200 acres de terres et commença à tracer, le 14 avril 1829, un sentier allant de Florenceville-Bristol, à l'époque Buttermill Creek, au site de Centreville. Il construisit une cabane en bois rond près d'où se trouve l'église Unie et y emménagea avec sa famille. Le premier enfant né à Centreville fut Charles Johnston, en 1831, le quatrième enfant de Thomas et Esther. La légende raconte qu'Esther eut la vision de trois églises construites sur leur ferme, alors que le village en compte actuellement trois.
Le bureau de poste est ouvert en 1862.
Des arpenteurs de la compagnie de chemin de fer vinrent à Centreville en mai 1896 et la construction commença en octobre de la même année. À cause d'un manque de financement, les travaux cessèrent en décembre 1896. La construction de la ligne recommença en 1912 et se poursuivit jusqu'au 1er octobre 1914. Un train de passagers fut inauguré le 19 décembre 1914.
La première ligne téléphonique fut installée vers 1894, entre le village et Woodstock. En 1902, le réseau fut agrandi vers les communautés environnantes. C.M Sherwood Co. installa un réseau de lampadaires en 1901. Le réseau électrique actuel fut complété le 24 février 1924. La compagnie de C.M. Sherwood fabriqua aussi la première centrale électrique.
Centreville est constitué en municipalité le 9 novembre 1966.
L'école communautaire Centreville est inaugurée en 2004.

## Démographie
Le village comptait 508 habitants en 2021, soit une baisse de 8,8 % depuis le dernier recensement en 2016. Il y avait alors en tout 263 ménages dont 140 familles. Les ménages comptaient en moyenne 2,0 personnes tandis que les familles comptaient en moyenne 2,7 personnes. Les ménages étaient composés de couples avec enfants dans 17,6 % des cas, de couples sans enfants dans 27,5 % des cas et de personnes seules dans 43,1 % des cas alors que 11,8 % des ménages entraient dans la catégorie autres (familles monoparentales, colocataires, etc.). 74,1 % des familles comptaient un couple marié, 14,8 % comptaient un couple en union libre et 14,8 % étaient monoparentale. Dans ces dernières, une femme était le parent dans 75 % des cas. L'âge médian était de 49,2 ans. 83,2 % de la population était âgée de plus de 14 ans. Chez les plus de 15 ans, 22,6 % étaient célibataires, 46,4 % étaient mariés, 3,6 % étaient séparés, 9,5 % étaient divorcés et 9,5 % étaient veufs. De plus, 8,3 % vivaient en union libre.
| 1866 | 1871 | 1981 | 1986 | 1991 | 1996 | 2001 | 2006 | 2011 |
| ---- | ---- | ---- | ---- | ---- | ---- | ---- | ---- | ---- |
| 650  | 400  | 577  | 543  | 529  | 559  | 535  | 523  | 542  |

| 2016 | 2021 | - | - | - | - | - | - | - |
| ---- | ---- | - | - | - | - | - | - | - |
| 557  | 508  | - | - | - | - | - | - | - |

## Administration
(juillet 2016).

### Conseil municipal
Le conseil municipal est formé d'un maire et de trois conseillers généraux.
Le conseil précédent est formé à la suite de l'élection du 12 mai 2008. La conseillère Lottie R. Nye est toutefois élue par acclamation lors d'une élection partielle tenue le 9 mai 2011, en remplacement de Jason E. McCormick. Le conseil municipal actuel est élu lors de l'élection quadriennale du 14 mai 2012. Le second dépouillement du 23 mai suivant confirme l'élection du conseiller Robert Gérald Lee face à Debbie L. Thomas. Le conseil municipal actuel est élu lors de l'élection quadriennale du 10 mai 2016.
Conseil municipal actuel
| Mandat      | Fonctions   | Nom(s)                                                             |
| ----------- | ----------- | ------------------------------------------------------------------ |
| 2012 - 2016 | Maire       | Gary R. Thomas                                                     |
| 2012 - 2016 | Conseillers | Kathryn Jane Davenport, Robert Gerald Lee et Michael John Stewart. |

Anciens conseils municipaux
| Mandat      | Fonctions   | Nom(s)                                                      |
| ----------- | ----------- | ----------------------------------------------------------- |
| 2008 - 2012 | Maire       | Gary R. Thomas                                              |
| 2008 - 2012 | Conseillers | Kathryn Jane Davenport, Robert Gerald Lee et Lottie R. Nye. |

| Période                                  | Période  | Identité            | Étiquette | Qualité |
| ---------------------------------------- | -------- | ------------------- | --------- | ------- |
| 198?                                     | 199?     | Robert Anderson     |           |         |
| 2001                                     | en cours | Gary R. Thomas      |           |         |
| 19??                                     | 2001     | Robert Bob Anderson |           |         |
| Les données manquantes sont à compléter. |          |                     |           |         |

### Commission de services régionaux
Centreville fait partie de la Région 12, une commission de services régionaux (CSR) devant commencer officiellement ses activités le 1er janvier 2013. Centreville est représenté au conseil par son maire. Les services obligatoirement offerts par les CSR sont l'aménagement régional, la gestion des déchets solides, la planification des mesures d'urgence ainsi que la collaboration en matière de services de police, la planification et le partage des coûts des infrastructures régionales de sport, de loisirs et de culture; d'autres services pourraient s'ajouter à cette liste.

### Représentation et tendances politiques
Centreville est membre de l'Union des municipalités du Nouveau-Brunswick.
 Nouveau-Brunswick: Centreville fait partie de la circonscription provinciale de Carleton, qui est représentée à l'Assemblée législative du Nouveau-Brunswick par Dale Graham, du Parti progressiste-conservateur. Il fut élu en 1993 puis réélu depuis ce temps.
 Canada: Centreville fait partie de la circonscription électorale fédérale de Tobique—Mactaquac, qui est représentée à la Chambre des communes du Canada par Michael Allen, du Parti conservateur. Il fut élu lors de la 39e élection générale, en 2006, et réélu en 2008.

## Économie
Entreprise Carleton, membre du Réseau Entreprise, a la responsabilité du développement économique.
Centreville est un village industriel situé au cœur d'une riche région agricole. La culture des pommes de terre et l'industrie forestière ont joué un rôle important dans le développement du village. Aujourd'hui, l'économie est centrée sur la fabrication mécanique, valant au village le surnom de Capitale industrielle de la province. Le village a ainsi été pendant longtemps le plus important consommateur d'acier per capita de la province et son principal centre industriel. Les trois principales usines sont BWS Manufacturing Ltd, fabricant les remorques de marque EZ-2-Load, Metalfab, un fabricant de camions de pompiers et Thomas Equipment, Inc, un fabricant de camions de construction.
Il y a une succursale de la Progressive Credit Union, une caisse populaire basée à Fredericton et membre de la Credit Union Central of New Brunswick.

## Vivre à Centreville

### Éducation
La Centreville Community School accueille les élèves de la maternelle à la 8e année. C'est une école publique anglophone faisant partie du district scolaire #14. Les élèves doivent poursuivre leurs études jusqu'en 12e à la Carleton North High School de Bristol.
Le village est inclus dans le territoire du sous-district 8 du district scolaire Francophone Nord-Ouest. Les écoles francophones les plus proches sont à Grand-Sault. Cette ville compte aussi un campus du CCNB-Edmundston alors qu'il y a une université à Edmundston même.

### Santé
L'hôpital le plus proche est l'Upper Valley Regional Hospital de Waterville.

### Autres services publics
Centreville possède une caserne de pompiers et un bureau de poste. Le détachement de la Gendarmerie royale du Canada le plus proche est à Florenceville-Bristol.
Les Anglophones bénéficient des quotidiens Telegraph-Journal, publié à Saint-Jean, et The Daily Gleaner, publié à Fredericton. Ils ont aussi accès au bi-hebdomadaire Bugle-Observer, publié à Woodstock. Les Francophones ont accès par abonnement au quotidien L'Acadie nouvelle, publié à Caraquet, ainsi qu'à l'hebdomadaire L'Étoile, de Dieppe.

### Parcs et jardins
Le village bénéficie d'un terrain de sports, d'une piscine extérieure chauffée et d'un terrain de basketball.

### Religion
Le village compte l'église anglicane St. James, l'église unie du Canada St. Pauls et l'église baptiste de Centreville.

## Culture

### Langues
Selon la Loi sur les langues officielles, Centreville est officiellement anglophone puisque moins de 20 % de la population parle le français.